# غوزغوند
غوزغوند هي قرية في مقاطعة أرومية، إيران. يقدر عدد سكانها بـ 42 نسمة بحسب إحصاء 2016.